# Hausstätter Weiher
Der Hausstätter Weiher ist ein künstliches Gewässer in der Gemeinde Bernried am Starnberger See.